# Alosa (peix)
Alosa és un gènere de peixos de la família dels clupeids i de l'ordre dels clupeïformes. present a l'oceà Atlàntic, la mar Mediterrània (incloent-hi la Mar Negra), la Mar Càspia i el Golf Pèrsic.
Els peixos d'aquest gènere són coneguts per detectar ultrasons que els ajuden a evitar els dofins que els acacen utilitzant l'ecolocalització.

## Taxonomia
- Alosa aestivalis (Mitchill, 1814)[5][6]
- Alosa agone (Scopoli, 1786)[7][8]
- Alosa alabamae (Jordan & Evermann in Evermann, 1896)[9]
- Alosa algeriensis (Regan, 1916)
- Alosa alosa (Linnaeus, 1758)[10]
- Alosa braschnikowi (Borodin, 1904)[11][12]
- Alosa caspia (Eichwald, 1838)[13]
- Alosa chrysochloris (Rafinesque, 1820)[14]
- Alosa curensis (Suvorov, 1907)[15]
- Alosa fallax (Lacépède, 1803)[16][17][18][19]
- Alosa immaculata (Bennett, 1835)[20]
- Alosa kessleri (Grimm, 1887)[21]
- Alosa killarnensis (Regan, 1916)[22]
- Alosa lineata (Storer, 1847)
- Alosa macedonica (Vinciguerra, 1921)[22][23]
- Alosa maeotica (Grimm, 1901)[24]
- Alosa mediocris (Mitchill, 1814)[5][25]
- Alosa pontica (Eichwald, 1838)[13]
- Alosa pseudoharengus (Wilson, 1811)[26]
- Alosa sapidissima (Wilson, 1811)[27]
- Alosa saposchnikowii (Grimm, 1887)[21]
- Alosa sphaerocephala (Berg, 1913)[28]
- Alosa squamopinnata (Couch, 1865)
- Alosa suworowi (Berg, 1913)[28]
- Alosa tanaica (Grimm, 1901)[24]
- Alosa vistonica (Economidis & Sinis, 1986)[29]
- Alosa volgensis (Berg, 1913)[28][2][30][31][32][33][34][35][36]

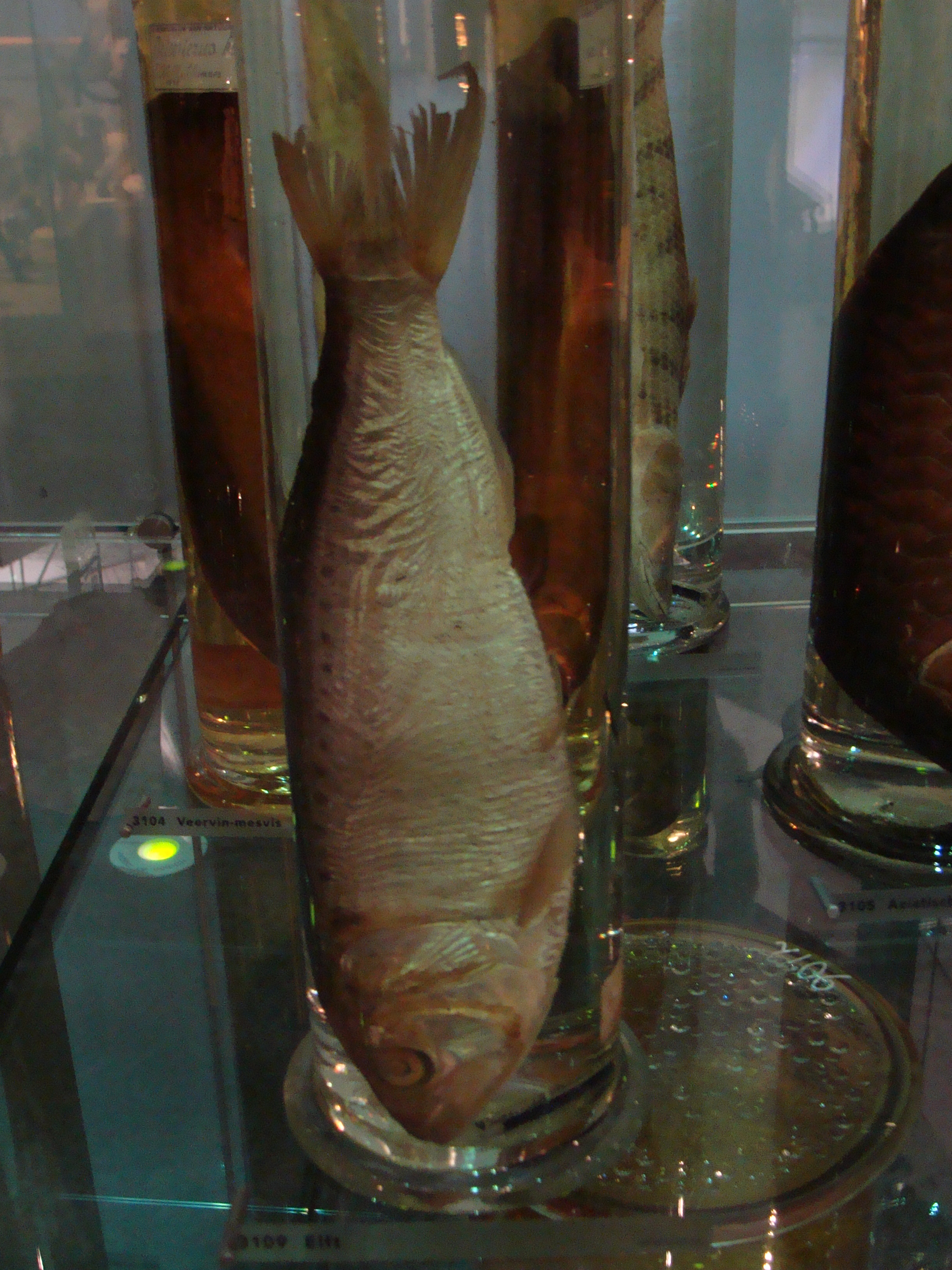
Alosa alosa
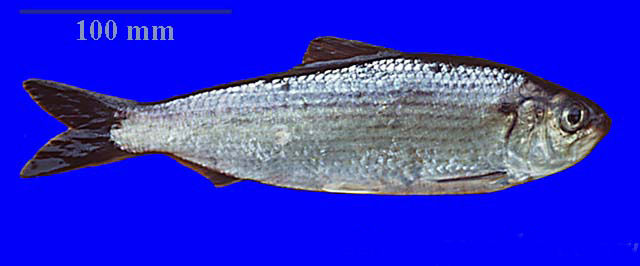
Alosa pseudoharengus
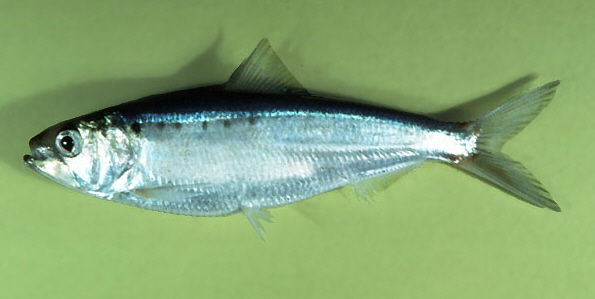
Saboga sapidíssima
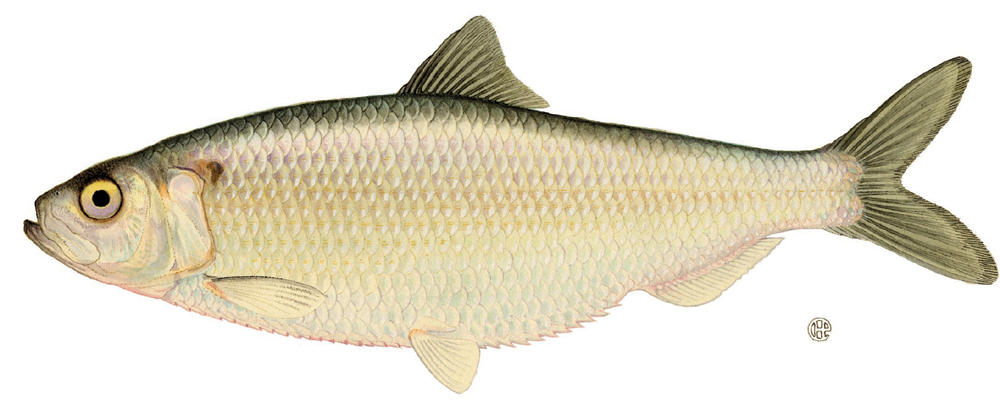
Alosa aestivalis
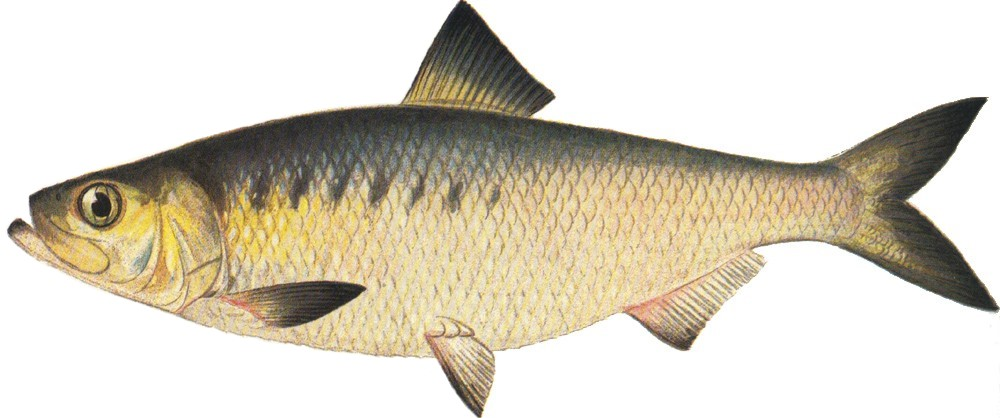
Alosa mediocris
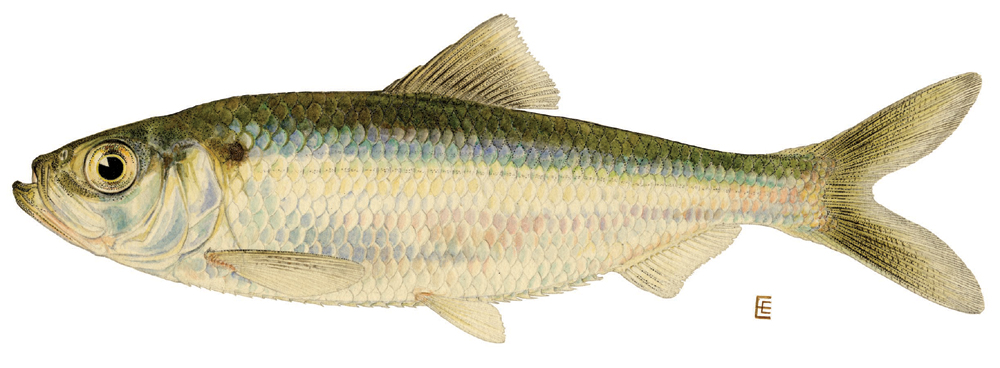
Alosa pseudoharengus
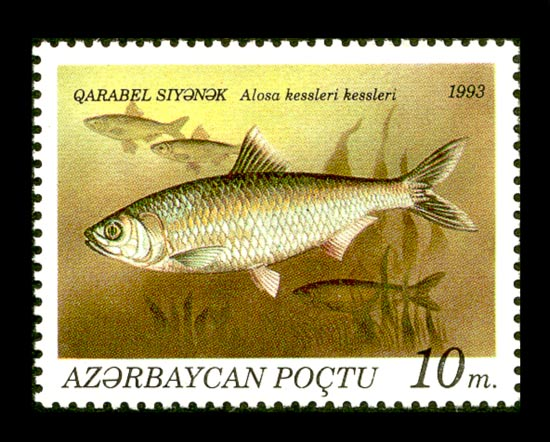
Segell de l'Azerbaidjan mostrant un peix pertanyent al gènere Alosa.